# Baculentulus lanna
Baculentulus lanna är en urinsektsart som först beskrevs av Imadaté 1965.  Baculentulus lanna ingår i släktet Baculentulus och familjen lönntrevfotingar. Inga underarter finns listade.